# له سدر، کبک
له سدر (به فرانسوی: Les Cèdres) شهری در منطقه شهری وودروی-سولانژ ناحیه مونترژی در استان کبک کانادا است. در سرشماری سال ۲۰۱۱ این شهر ۵٬۸۴۲ نفر جمعیت داشته‌است و مساحت آن ۷۸٫۳۱ کیلومتر مربع است.